# Felipe Borges
Felipe Borges Dutra Ribeiro, más conocido como Felipe Borges o Felipe Ribeiro, (São Bernardo do Campo, 4 de mayo de 1985) es un jugador de balonmano brasileño que juega de extremo izquierdo. Fue un componente de la selección de balonmano de Brasil.

## Palmarés

### Selección nacional
| Juegos Panamericanos                      | Juegos Panamericanos | Juegos Panamericanos | Juegos Panamericanos |
| Año                                       | Lugar                | Medalla              |                      |
| ----------------------------------------- | -------------------- | -------------------- | -------------------- |
| 2007                                      | Río de Janeiro       | Medalla de oro       |                      |
| 2011                                      | Guadalajara          | Medalla de plata     |                      |
| 2015                                      | Toronto              | Medalla de oro       |                      |
| 2019                                      | Lima                 | Medalla de bronce    |                      |
| Campeonato Panamericano                   |                      |                      |                      |
| Año                                       | Lugar                | Medalla              |                      |
| 2006                                      | Brasil               | Medalla de oro       |                      |
| 2008                                      | Brasil               | Medalla de oro       |                      |
| 2010                                      | Chile                | Medalla de plata     |                      |
| 2012                                      | Argentina            | Medalla de plata     |                      |
| 2016                                      | Argentina            | Medalla de oro       |                      |
| 2018                                      | Groenlandia          | Medalla de plata     |                      |
| Campeonato Sudamericano y Centroamericano |                      |                      |                      |
| Año                                       | Lugar                | Medalla              |                      |
| 2020                                      | Brasil               | Medalla de plata     |                      |
| Juegos Suramericanos                      |                      |                      |                      |
| Año                                       | Lugar                | Medalla              |                      |
| 2018                                      | Cochabamba           | Medalla de oro       |                      |

### Montpellier
- Copa de Francia de balonmano (1): 2016
- Copa de la Liga de balonmano (1): 2016

### Sporting de Portugal
- Liga de Portugal de balonmano (1): 2018

## Clubes
| Club                        | País     | Año       |
| --------------------------- | -------- | --------- |
| ADC Metodista               | Brasil   | 2005-2007 |
| BM Aragón                   | España   | 2007-2009 |
| EC Pinheiros                | Brasil   | 2010-2011 |
| Ademar León                 | España   | 2011-2013 |
| Montpellier Handball        | Francia  | 2013-2016 |
| Sporting CP                 | Portugal | 2017-2018 |
| Tremblay-en-France Handball | Francia  | 2018-2020 |
| US Créteil HB               | Francia  | 2020-2021 |
| Ángel Ximénez Puente Genil  | España   | 2021-2022 |
| Casademont Zaragoza         | España   | 2022-2024 |

ACTUAL ENTRENADOR DE LA A.D. BALONMANO INGENIO